# Ровни (Псковская область)
Ровни — деревня в Новосокольническом районе Псковской области России. Входит в состав  Насвинской волости.

## География
Расположена в 25 км к северу от города Новосокольники и в 9 км к юго-востоку от волостного центра, деревни Насва.

## Население
| 2001 | 2002 | 2010 |
| ---- | ---- | ---- |
| 46   | ↘36  | ↘17  |

Численность населения деревни по оценке на начало 2001 года составляла 46 жителей.